# Aragüés del Puerto
Aragüés del Puerto (Aragüés de lo Puerto en aragonés, o también Aragüés d'o Puerto) es un municipio y localidad española de la provincia de Huesca, en Aragón. Situado en la comarca de la Jacetania en el valle de Aragüés, estribación del valle de Hecho.
Se encuentra en la cordillera de los Pirineos, a una altitud de 970 metros sobre el nivel del mar.
Su población es de 116 habitantes (INE 2021). Conserva numerosas casas representativas de la arquitectura tradicional del Pirineo, que conforman un conjunto de interesante atractivo arquitectónico y turístico.

## Entorno
Desde Aragüés del Puerto se tiene acceso a través de una carretera asfaltada a los llanos de Lizara, en ellos se halla un refugio de reciente construcción que permite la pernocta y que posibilita actividades recreativas y de deporte de montaña en las montañas circundantes. En los meses de invierno se puede practicar esquí de fondo en pista habilitada por los guardias del refugio. Desde él se accede fácilmente al pico Bisaurín (2669 m.), al valle de los Sarrios, al ibón de Estanés, formando este último frontera con Francia. La carretera atraviesa hermosos bosques de hayas, los de Labati, entre hermosos paisajes de alta montaña y zonas recreativas fácilmente accesibles con vehículo que hacen a este valle compartido con el vecino municipio de Jasa muy atractivo al viajero, que recordará para siempre.
Parte de su término municipal está ocupado por el parque natural de los Valles Occidentales.

## Demografía
Aragüés del Puerto cuenta con una población de 114 habitantes (INE 2024).
| Gráfica de evolución demográfica de Aragüés del Puerto entre 1842 y 2021                                            |
| |
| Población de derecho según los censos de población del INE Población de hecho según los censos de población del INE |

## Administración y política
| Período   | Alcalde                   | Partido |  |
| 1979-1983 | Antonio Borau Gil         | UCD     |  |
| 1983-1987 |                           |         |  |
| 1987-1991 |                           |         |  |
| 1991-1995 |                           |         |  |
| 1995-1999 |                           |         |  |
| 1999-2003 |                           |         |  |
| 2003-2007 | Miguel Calvo Pétriz       | PSOE    |  |
| 2007-2011 | Miguel Calvo Pétriz       | PSOE    |  |
| 2011-2015 | María Teresa Ipas Ariguel | PSOE    |  |
| 2015-2019 | María Teresa Ipas Ariguel | PSOE    |  |
| 2019-2022 | Ángel Casajús Gil         | PSOE    |  |

| Partido político    | Partido político                                   | 2003   | 2007   | 2011   | 2015   |
| Partido político    | Partido político                                   | Ediles | Ediles | Ediles | Ediles |
|                     | Partido de los Socialistas de Aragón (PSOE-Aragón) | 4      | 4      | 3      | 4      |
|                     | Partido Aragonés (PAR)                             | 1      | —      | 2      | 1      |
|                     | Partido Popular de Aragón (PP)                     | —      | 1      | —      | —      |
|                     | Chunta Aragonesista (CHA)                          | —      | 0      | —      | —      |
| Total de concejales | Total de concejales                                | 5      | 5      | 5      | 5      |

## Monumentos y lugares de interés

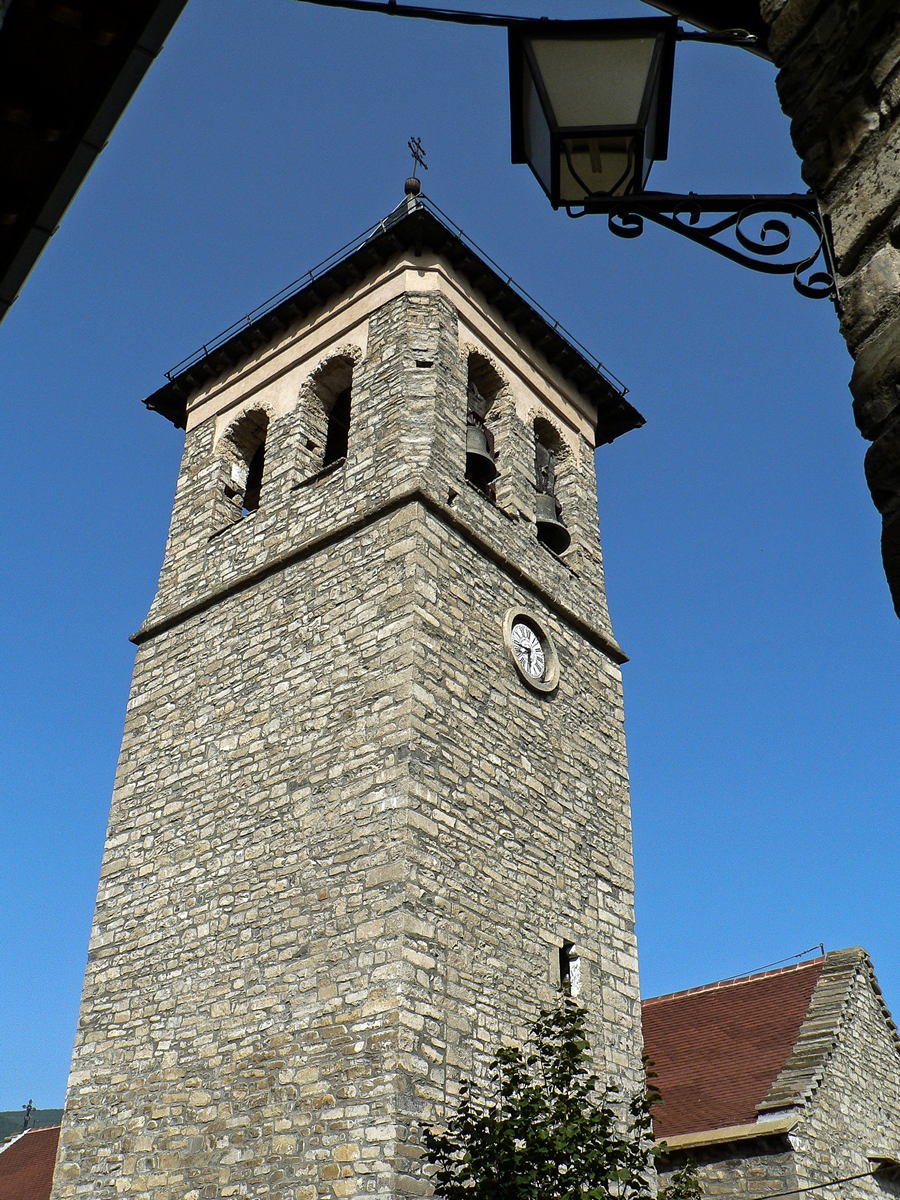
Iglesia

- Algunos casales que se remontan al siglo XVI.
- La iglesia de la Virgen del Rosario, del siglo XVIII y que consta de tres naves y otros tantos ábsides, destacando su retablo mayor.
- El dolmen de Lizara, monumento megalítico.

## Fiestas
- 5 de agosto, fiestas patronales en honor de Nuestra Señora de las Nieves.
- Primer domingo de octubre, fiesta de la Virgen del Rosario.
- Cada seis años se celebra en la localidad el PIR, festival de música y cultura pirenaica que organizan las poblaciones de Hecho, Ansó y Jasa, junto con la propia Aragüés, y que van alternándose en su celebración anualmente.
- Se conserva un dialecto del aragonés muy semejante al cheso pero más castellanizado y solo de forma precaria entre los más ancianos, al igual que en la vecina Jasa. Ocasionalmente se publican algunas poesías en los programas de fiestas

## Personas notables
Aragüés del Puerto es el lugar de nacimiento de Felipe Pétriz Calvo, rector de la Universidad de Zaragoza entre 2000 y 2008 y Secretario de Estado de Investigación de España entre 2009 y 2011, y de Francisco Verges, pintor barroco establecido en Madrid.

## Economía

### Evolución de la deuda viva municipal
| Gráfica de evolución de Deuda viva del Ayuntamiento de Aragüés del Puerto entre 2008 y 2019                                |
| |
| Deuda viva del Ayuntamiento de Aragüés del Puerto en miles de Euros según datos del Ministerio de Hacienda y Ad. Públicas. |